# Spectrobasis conferens
Spectrobasis conferens là một loài bướm đêm trong họ Geometridae.